# Bertrand Damaisin
Bertrand Éric Hugues Damaisin (* 27. Oktober 1968 in Lyon) ist ein ehemaliger französischer Judoka. Er war Olympiadritter 1992.
Der 1,73 m große Damaisin trat bis 1991 im Leichtgewicht bis 71 Kilogramm an, danach kämpfte er im Halbmittelgewicht bis 78 Kilogramm.
Damaisin war 1990 Zweiter der Militärweltmeisterschaften. Bei den Europameisterschaften 1992 in Paris besiegte er im Kampf um die Bronzemedaille den Österreicher Anton Summer. In Barcelona bei den Olympischen Spielen 1992 unterlag Damaisin im Viertelfinale dem Belgier Johan Laats, mit drei Siegen in der Hoffnungsrunde kämpfte sich der Franzose zur Bronzemedaille durch. Drei Monate nach den Olympischen Spielen gewann Damaisin mit der französischen Equipe die Mannschaftseuropameisterschaften. 1993 und 1997 war Bertrand Damaisin französischer Landesmeister.